# Caaguazú (Caaguazú)
Caaguazu est une ville du Paraguay. Elle est une ville du département de Caaguazú. Elle compte environ 130.000 habitants.

## Personnalités
- Julio Enciso (2004-), footballeur paraguayen, est né à Caaguazú.